# مقاطعة فيبورج
مقاطعة فيبورج هي إحدى مقاطعات الدانمارك السابقة.